# Saint-Jean-de-Vaulx
Saint-Jean-de-Vaulx é uma comuna francesa na região administrativa de Auvérnia-Ródano-Alpes, no departamento de Isère. Estende-se por uma área de 10,73 km². Em 2010 a comuna tinha 549 habitantes (densidade: 51,2 hab./km²).